# نوری (جلبک)

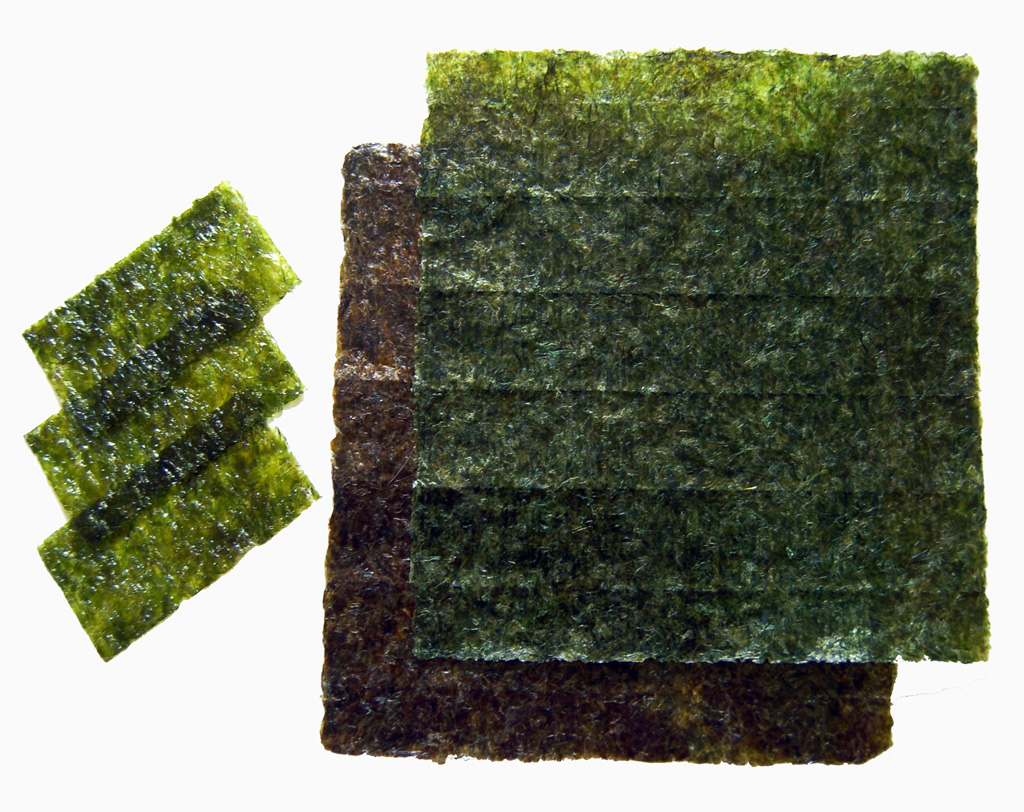
نُوری

نُوری (به ژاپنی: 海苔 Nori) در زبان ژاپنی به مجموع جلبک‌های دریایی خوراکی مانند انواع جلبک قرمز، جلبک سبز و سیانوباکتریا (جلبک‌های سبزوآبی) و فراورده‌های آنها گفته می‌شود. نوری بیشتر خشک است و شکل ظاهری آن به کاغذ شباهت دارد. نوع غیر خشک و مرطوب آن نامانوری نامیده می‌شود. ظهور نوری در فرهنگ غذایی ژاپن به دورهٔ نارا بر می‌گردد. به غیر از ژاپن در چین، کره، نیوزیلند و انگلستان نیز کشت می‌شود و به تازگی کشت آن در آمریکا نیز آغاز شده‌است.
نوری از نظر داشتن پروتئین و ویتامین بسیار غنی است و از موادی است که مصرف بسیار بالایی در ژاپن دارد. از آنجائیکه به رطوبت حساس است معمولاً به همراه یک بستهٔ کوچک حاوی مواد مخصوص خشک‌کننده بسته‌بندی می‌شود. نمونه‌ای از غذاهایی که در آنها نوری بکار می‌رود، عبارتند از:سوشی، اونیگیری، سنبی، رامن، فوری‌کاکه، اوکونومی‌یاکی